# Prény
Prény é uma comuna francesa na região administrativa de Grande Leste, no departamento de Meurthe-et-Moselle. Estende-se por uma área de 15,09 km². Em 2010 a comuna tinha 362 habitantes (densidade: 24 hab./km²).